# Mario Fara
(Sandro Ciotti durante la radiocronaca di Bari-Juventus, giocata a Napoli il 26 aprile 1970.)
(Gianni Antonucci)
Mario Fara (Alessandria, 14 settembre 1945 – Arezzo, 24 agosto 2005) è stato un calciatore e dirigente sportivo italiano, di ruolo centrocampista.
È scomparso nel 2005 all'età di 59 anni a causa di problemi circolatori.

## Caratteristiche tecniche
Più volte è stato decantato il suo "tocco vellutato", che usava per servire sapientemente i compagni di squadra (era un validissimo assist man) e talvolta anche per battere a rete. Ingrassava gradualmente e a quanto scrive lo storico barese Antonucci, sembra che questo problema fisico abbia ostacolato abbastanza la sua carriera.

## Carriera

### Giocatore

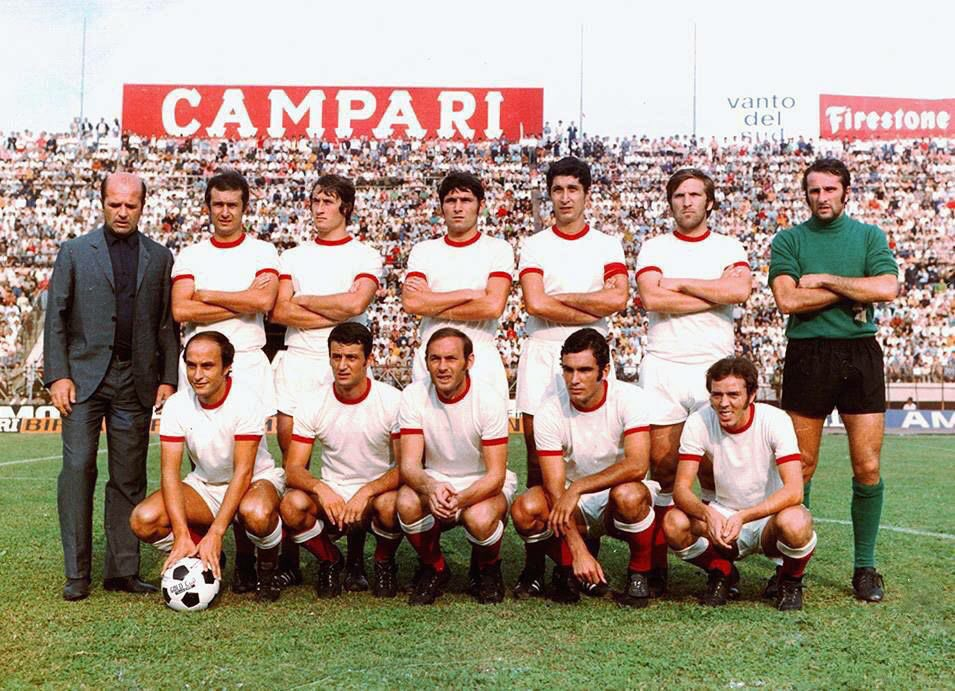
Fara (in piedi, secondo da destra) nel Bari della stagione 1970-1971

Crebbe nell'Alessandria ed esordì diciassettenne in Serie B, nella stagione 1962-1963. Considerato in gioventù possibile erede di Gianni Rivera, non conquistò mai i successi del suo conterraneo.
Debuttò in Serie A con il Bologna nel 1964-1965, senza tuttavia riuscire a imporsi come titolare fra i rossoblu (6 presenze in due stagioni). Giocò poi principalmente in Serie B dapprima con Catania e Bari.
Arrivò a Bari nel 1968, quale uno dei cinque giocatori che il Bologna girò in cambio dell'attaccante Lucio Mujesan ed era particolarmente richiesto dall'allora allenatore biancorosso Lauro Toneatto. Tra i galletti fu un importante artefice della promozione in massima serie, nella stagione 1968-1969, tanto che fu soprannominato "l'ingegnere" per l'abilità nel servire i compagni o concludere le azioni con i suoi tocchi morbidi.
I tifosi baresi lo paragonarono anche al famoso Raúl Conti (estroso calciatore argentino che aveva militato nel Bari dieci anni prima) per le caratteristiche tecniche e tattiche in gran parte similari. In Serie A, nel campionato 1969-1970 il sostituto di Toneatto, Oronzo Pugliese, gli preferì spesso il brasiliano Cané e il centrale piemontese realizzò due doppiette in occasione di due successi interni su Brescia e Juventus (praticamente 4 delle 11 reti all'attivo dei pugliesi, che quell'anno retrocedettero ultimi in classifica).

Fara (in piedi, terzo da destra) nell'Arezzo della stagione 1973-1974

Nonostante continuasse a ingrassare vistosamente (venne ribattezzato "transatlantico" e affettuosamente "u gréss" dai tifosi biancorossi), Mario Fara continuò a dare un apporto determinante al Bari e segnò 9 reti sia nella stagione 1970-1971 che in quella successiva, affermandosi quindi capocannoniere dei biancorossi in quelle due stagioni. Nell'estate 1972 fu venduto al Monza, che giocava a sua volta in Serie cadetta.
Chiuse la carriera nel 1976, all'età di 31 anni, dopo aver giocato per tre stagioni nell'Arezzo, in Serie B. In carriera ha collezionato complessivamente 36 presenze e 4 gol in Serie A e 291 presenze e 37 reti in Serie B.

### Dirigente
Cessata l'attività agonistica fu direttore sportivo dell'Alessandria nella stagione 1988-89, in Serie C2, e poi dell'Arezzo, dopo il fallimento del club toscano, nel 1994.